# Ballon d'Or 1962

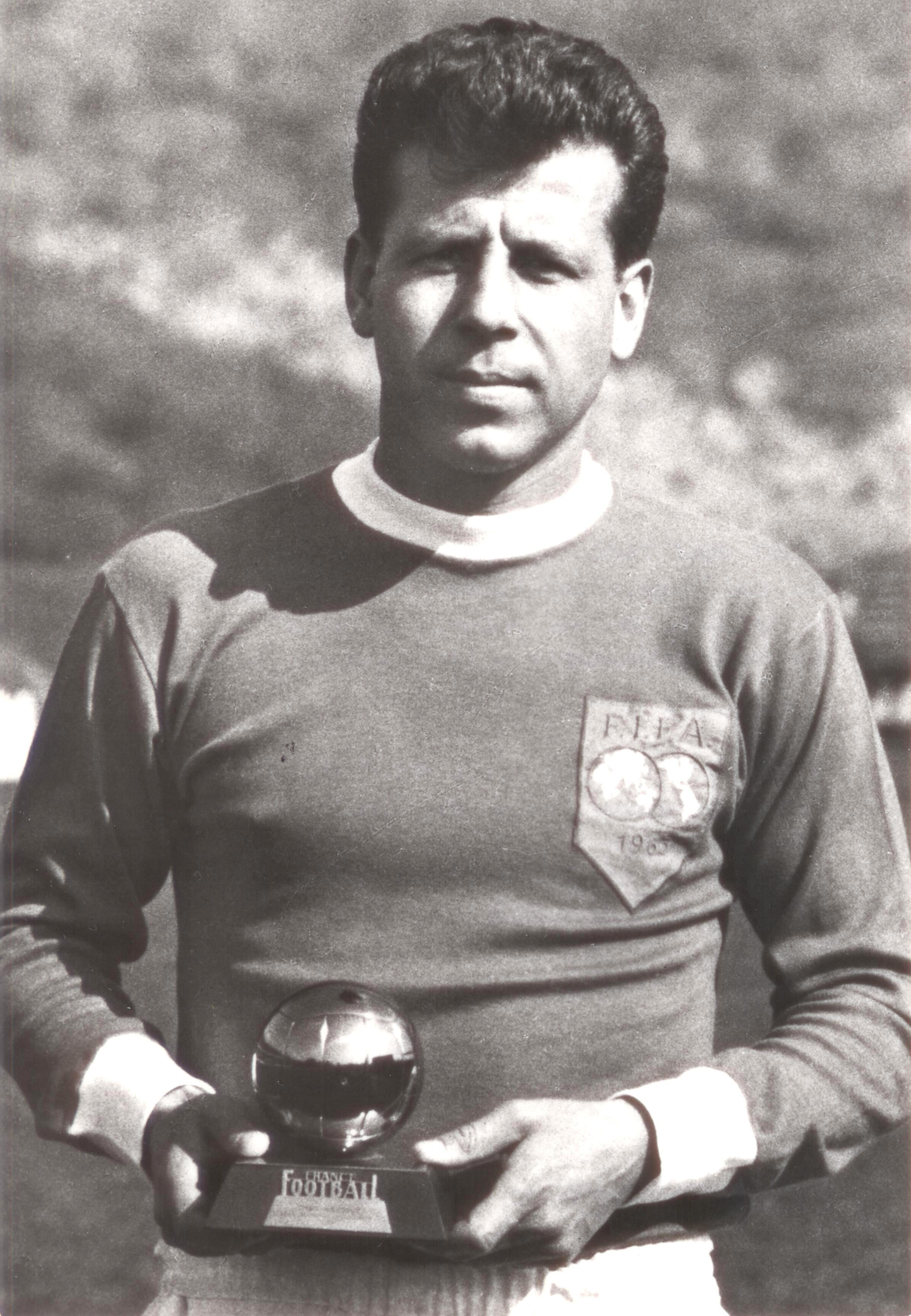
Josef Masopust met zijn Ballon d'Or in 1962

De Ballon d'Or 1962 was de 7e editie van de voetbalprijs georganiseerd door het Franse tijdschrift France Football. De prijs werd gewonnen door de Tsjecho-Slowaak Josef Masopust (AS Dukla Praag).
De jury was samengesteld uit 19 journalisten die aangesloten waren bij de volgende verenigingen van de UEFA: West-Duitsland, Oostenrijk, België, Bulgarije, Tsjecho-Slowakije, Spanje, Frankrijk, Hongarije, Engeland, Italië, Nederland, Polen, Portugal, Roemenië, Zweden, Zwitserland, Turkije Sovjet-Unie en Joegoslavië.
De resultaten van de stemming werden gepubliceerd in editie 875 van France Football op 18 december 1962.

## Stemprocedure
Elk jurylid koos de beste vijf spelers van Europa. De speler op de eerste plaats kreeg vijf punten, de tweede keus vier punten en zo verder. Op die wijze werden 285 punten verdeeld, 95 punten was het maximale aantal punten dat een speler kon behalen (in geval van een negentien koppige jury).

## Uitslag
| Punten | Speler                  | Club                              | Stemmen | Stemmen | Stemmen | Stemmen | Stemmen | Stemmen | Punten |
| Punten | Speler                  | Club                              | 1º      | 2º      | 3º      | 4º      | 5º      | Totaal  | Punten |
| ------ | ----------------------- | --------------------------------- | ------- | ------- | ------- | ------- | ------- | ------- | ------ |
| 1º     | Josef Masopust          | AS Dukla Praag                    | 9       | 3       | 2       | 1       |         | 15      | 65     |
| 2º     | Eusébio                 | Benfica                           | 4       | 5       | 3       | 1       | 2       | 15      | 53     |
| 3º     | Karl-Heinz Schnellinger | 1. FC Köln                        |         | 4       | 3       | 2       | 4       | 13      | 33     |
| 4º     | Dragoslav Šekularac     | Rode Ster Belgrado                | 2       | 1       | 2       | 3       |         | 8       | 26     |
| 5º     | Jef Jurion              | RSC Anderlecht                    | 1       | 1       |         | 2       | 2       | 6       | 15     |
| 6º     | Gianni Rivera           | AC Milan                          |         | 2       |         | 1       | 4       | 7       | 14     |
| 7º     | Jimmy Greaves           | Tottenham Hotspur                 | 1       |         | 2       |         |         | 3       | 11     |
| 8º     | Milan Galić             | Partizán Belgrado                 | 1       |         | 1       | 1       |         | 3       | 10     |
| 9º     | John Charles            | Juventus / Leeds United / AS Roma | 1       |         | 1       |         | 1       | 3       | 9      |
| 10º    | János Göröcs            | Újpest Dózsa                      |         | 1       |         |         | 2       | 3       | 6      |
| 11º    | José Águas              | Benfica                           |         | 1       |         |         |         | 1       | 4      |
|        | Denis Law               | Torino / Manchester United        |         | 1       |         |         |         | 1       | 4      |
|        | Omar Sívori             | Juventus                          |         |         | 1       |         | 1       | 2       | 4      |
|        | Raymond Kopa            | Stade Reims                       |         |         |         | 2       |         | 2       | 4      |
| 15º    | Luis del Sol            | Real Madrid / Juventus            |         |         | 1       |         |         | 1       | 3      |
|        | Andrej Kvašňák          | Sparta Praag                      |         |         | 1       |         |         | 1       | 3      |
|        | André Lerond            | Stade Français                    |         |         | 1       |         |         | 1       | 3      |
|        | Luis Suárez             | Internazionale                    |         |         | 1       |         |         | 1       | 3      |
| 19º    | Flórián Albert          | Ferencváros                       |         |         |         | 1       |         | 1       | 2      |
|        | Kurt Hamrin             | Fiorentina                        |         |         |         | 1       |         | 1       | 2      |
|        | Horst Nemec             | Austria Wien                      |         |         |         | 1       |         | 1       | 2      |
|        | Joaquín Peiró           | Atlético Madrid / Torino          |         |         |         | 1       |         | 1       | 2      |
|        | Viliam Schroiff         | Slovan Bratislava                 |         |         |         | 1       |         | 1       | 2      |
|        | Ernő Solymosi           | Újpest Dózsa                      |         |         |         | 1       |         | 1       | 2      |
| 25º    | Francisco Gento         | Real Madrid                       |         |         |         |         | 1       | 1       | 1      |
|        | Ezio Pascutti           | Bologna                           |         |         |         |         | 1       | 1       | 1      |
|        | Lajos Tichy             | Honvéd                            |         |         |         |         | 1       | 1       | 1      |

## Trivia
- Josef Masopust was de eerste Tsjechische speler die de Gouden Bal won.

## Referentie
- Eindklassement op RSSSF

France Football:
1956 · 
1957 · 
1958 · 
1959 · 
1960 · 
1961 · 
1962 · 
1963 · 
1964 · 
1965 · 
1966 · 
1967 · 
1968 · 
1969 · 
1970 · 
1971 · 
1972 · 
1973 · 
1974 · 
1975 · 
1976 · 
1977 · 
1978 · 
1979 · 
1980 · 
1981 · 
1982 · 
1983 · 
1984 · 
1985 · 
1986 · 
1987 · 
1988 · 
1989 · 
1990 · 
1991 · 
1992 · 
1993 · 
1994 · 
1995 · 
1996 · 
1997 · 
1998 · 
1999 · 
2000 · 
2001 · 
2002 · 
2003 · 
2004 · 
2005 · 
2006 · 
2007 · 
2008 · 
2009 · 
2016 · 
2017 · 
2018 · 
2019 · 
2021 · 
2022 · 
2023 · 
2024